# Sigurd Jansen
Sigurd Alf Jansen (Horten, Noruega; 4 de marzo de 1932) es un compositor, pianista y director de orquesta noruego.

## Biografía
Jansen nació en Horten, en la provincia de Vestfold, en Noruega. Estudió música clásica en la Academia Noruega de Música, en Oslo. Fue profesor de piano desde 1957 a 1962. Jansen ha trabajado como director de orquesta en Chat Noir, y como pianista de jazz, director de orquesta e intérprete en varias grabaciones. Desde 1957 ha trabajado en la Corporación de radiodifusión noruega donde es responsable de la música de una variedad de programas de televisión y películas. Su ocupación principal es componer, interpretar, dirigir y tocar el piano.
Sigurd Jansen también es un compositor y ha ganado varios premios por sus composiciones. En 1964 Jansen ganó la final noruega del Festival de la Canción de Eurovisión con "Spiral", con letra de Egil Hagen (1912 – 2004) e interpretada por Arne Bendiksen. Ha compuesto música para varias películas. Jansen también fue consultor del pabellón noruego Epcot en Walt Disney World.

## Director de orquesta
Internacionalmente, ha trabajado como director de orquesta para sus propias composiciones y arreglos con, entre otras, las siguientes:
- Orquesta Sinfónica de Malmö
- Orquesta Filarmónica de Bergen
- Orquesta Sinfónica de la BBC
- Radiodifusión del Norte Alemán
- Orquesta Sinfónica Nacional Danesa
- Orquesta sinfónica en Hannover

Sigurd Jansen fue el director de orquesta de seis representaciones noruegas en el Festival de Eurovisión.
- Oliver (1979)
- Sámiid Ædnan (1980)
- Aldri i livet (1981)
- Adieu (Jahn Teigen and Anita Skorgan song)|Adieu (1982)
- Do Re Mi (1983)
- Lenge Leve Livet (1984)

## Películas
Jansen escribió la orquesta de estas películas:
- (1972) Takt og tone i himmelsengen
- (1967) Elsk...din næste
- (1965) De kalte ham Skarven

## Premios
Jansen ha recibido un número de premios:
- (1972) Spellemannprisen (Premio Grammy Noruego]]
- (1973) Premio Nordring por el Mejor Productor Musical
- (1975) Premio nordring por el Mejor Intérprete Musical